# Jim Lovell
James Arthur Lovell Jr. (Cleveland, Ohio, 1928. március 25. – Lake Forest, Illinois, 2025. augusztus 7.) amerikai űrhajós.

## Gyermek és fiatalkora
Az ohioi Clevelandben született 1928. március 25-én. Édesapja id. James Lovell a kanadai Torontoban született és az Egyesült Államokba bevándorolt kályhaértékesítő ügynök volt, míg édesanyja Blanch Masek cseh bevándorlók gyermeke volt. Apja ötéves korában, 1933-ban egy autóbalesetben meghalt. Ezt követően két évvel anyjával Indianába, Terre Haute-ba költöztek, rokonokhoz. Innen továbbköltöztek a wisconsini Milwaukee-ba, ahol Lovell beíratkozott a Juneau középiskolába. Ezidőtájt az amerikai fiúk áűtlagos életét élte, a cserkész mozgalom tagja lett, ahol elérte a legmagasabb elérhető cserkész rangot az Eagle scout-ot. Emellett szabadidejében a rakéták iránt kezdett el érdeklődni olyannyira, hogy maga is rakétaépítésbe fogott és repülőképes modelleket épített.
A középiskola után Lovellt a mérnöki lát vonzotta leginkább, amelyre már a rakétaépítés is predesztinálta és 1946-ban felvételt nyert a Wisconsini Egyetemre Madisonba, amely két évig tartott és a finanszírozását az USA Haditengerészetének „Repülő tengerészkadét ösztöndíja” biztosította. Ahhoz, hogy valaki elnyerje ezt az ösztöndíjat, vállalnia kellett, hogy az iskola befejeztével tényleges katonai szolgálatba lép és leszolgálja a tandíjra helyette befizetett összeget. A család számára ez volt az egyetlen lehetőség arra, hogy a tehetséges fiú továbbtanuljon, egyébként az őt egyedül nevelő édesanyjának nem lett volna rá pénze. Ahogy talán arra sem, hogy a fiú megélhetését fedezze az iskolán, ezért Lovell a csekélyke haditengerészeti zsold mellé állást vállalt egy helyi étteremben, ahol mosogatott, vagy asztalokat szedett le, illetve az egyetem laborjában vállalta, hogy gondoskodik a kísérleti egerekről és patkányokról hétvégente, amellyel kis pénzre tudott szert tenni. Emellett természetesen maradt még ideje, hogy aktívan kivegye részét az egyetem diákéletéből, így tagja volt az egyetem amerikai futball csapatának és az Alpha Phi Omega társulatnak is. 
Végzős évében, 1948-ban a Haditengerészet úgy döntött, hogy visszavágja az ösztöndíjprogramját, miközben ő már megkezdte a repülőleckéket, amelyek biztossá tették számára, hogy ennek kell lennie élete irányának, ám a visszavágás azt jelentette, hogy kevesebb kadétra lesz szükség és a legtöbben nem kapják meg a pilóta jogosítványt, ami feltétele az ösztöndíjnak. Lovell úgy döntött előre menekül ebből a helyzetből és kadét helyett tengerésztiszt lesz és jelentkezett az Egyesült Államok Haditengerészetének Annapolis Akadémiájára, Marylandbe. Ehhez beszerzett egy ajánlást a helyi kongresszusi képviselőtől és 1948 júliusában belépett Annapolisba. Az akadémián már a lehető legközelebb került a hőn áhított repüléshez, így például elsőévesen értekezéást írt a folyékony hajtóanyagú rakéták használatáról. 1952 tavaszán aztán sikerrel végezte el az akadémiát és BsC fokozatú diplomájával a zsebében bevonult tényleges szolgálatra zászlósként a Haditengerészethez.

## Katonai pályája

### A Haditengerészetnél
Lovell évfolyamán 783 tisztet avattak 1952-ben és ő benne volt abban az 50 kiválasztott között, akit haditengerészeti repülő kiképzésre vezényeltek. Ezért 1952 októberétől a Pensacola Haditengerészeti Légibázisra vezényelték, ahol 1954 januárjáig végezte el a kiképzési feladatokat. 1954. február 1-jén megkapta a haditengerészeti pilóta kinevezését és a kaliforniai Moffettt Fieldre vezényelték, a VC–3 jelű alakulathoz, ahol harci gépeken kezdett repülni. 1954 és 1956 között a McDonnell F2H Bahnshee éjszakai vadásztípust repülte, amely bevetések során az USS Shangri-La repülőgép-anyahajó Nyugat-Csendes-óceáni vezénylésein szállt vízre. Ebben az időszakban összesen 107 hordozós fel- és leszállást teljesített. A szárazföldre való visszatérése után pedig átképzést kapott North American FJ-4 Fury, McDonnel F3H Demon és Vought F8U Crusader típusokra.

### Tesztpilótaként
1958 januárjában Lovell jelentkezett egy hathónapos tesztpilóta kiképzésre a Naval Air Test Centerbe (Haditengerészeti Légi Teszt Központ), amellyel fordulat következett be a karrierjében. A Patuxent River Támaszponton üzemelő iskola a pilóták krémjének számító berepülőpilótákat képzett, akikre izgalmas és változatos feladatok vártak, ugaz ugyanilyen magas szintű veszély is. Lovell az osztálya elitjében végezte el a tanfolyamot, ahol olyan osztálytársai voltak, mint Wally Schirra, vagy Pete Conrad (a két későbbi űrhajóscimbora aggatta rá ekkor a „Shaky”, azaz Reszketeg becenevet, ami arra utalt, hogy meg-megremeg a keze, ám az igazság éppen ennek az ellenkezője volt, Lovell volt a legbiztosabb kezű pilóta, akinek sosem reszketett a keze, legfeljebb a konkurencia álmodott erről). Azonban Lovell a tanfolyam elvégzése után egy kis vargabetűre kényszerült. Az osztályok éltanulóit általában automatikusan berepülési feladatokra osztották be, de az osztály végzésének idején az elektronikus műveletek vezető tisztje éppen arról panaszkodott, hogy sosem kap a top végzősök közül, ezért ekkor éppen Lovellel cáfolta meg ezt a panaszt az iskola. Lovell az elektronikus tesztekhez került, ahol radarokkal foglalatoskodott.
Ugyanazon év nyarának végén érkezett egy vezénylés 110 katonai pilóta számára, hogy jelenjenek meg egy bizonyos Lovelace Klinikán. A vezénylés titkos volt, de hamar elterjedt, hogy a Mercury-programhoz keresnek űrhajósjelölteket. A válogatáson mindhárom barát részt vett, Schirra bejutott a kiválasztottak csoportjába, Lovell viszont egy pillanatnyilag magas bilirubin szint miatt nem került kiválasztásra. 
Lovell vissztért a tesztekhez, ahol aztán az elektronikai hadviselést 1960-ban összevonták a többi fegyverzettel és a továbbiakban fegyverzeti tesztelésként folyt tovább a munka, ahol Lovellt nevezték ki a vadonatúj fejlesztésű McDonnell Douglas F–4 Phantom II vadászgép fegyverzeti programmenedzserévé. Itt John Young lett az egyik beosztottja. 1961-ben Lovellt új alakulathoz vezényelték, a VF–101 Alfa Alegységéhez, az Oceana Haditengerészeti Bázison, Virginia Beachen. Itt oktatópilóta lett, valamint biztonsági tiszt, amelyhez a Dél-Kaliforniai Egyetem Repülésbiztonsági Iskolájában végzett el egy tanfolyamot.

## Űrhajós pályafutása

### Beválogatása az űrhajósok közé
A Mercury-program lefutásával a NASA rájött, hogy az eredetileg toborzott hét űrhajósa nagyon kevés lesz a folytatásban, amikor beindul a Gemini- és az Apollo-program, különösen úgy, hogy a hét űrhajós közül is többen lemorzsolódtak egészségügyi, vagy más szempontok miatt. 1962-ben az Űrhivatal tehát újra űrhajósválogatásba kezdett. Ez alkalommal azonban már a válogatási kritériumok, sőt az egész folyamat átalakult. A titkosság helyett az Aviation Week & Space Technology Magazine-ban tettek közzé egy nyilvános hirdetést, amelyben új űrhajósjelölteket kerestek és olvasvba ezt, Lovell is úgy döntött, másodszor is nekifut a procedúrának. A három főből – Deke Slayton és Alan Shepard Mercury űrhajósokból és Warren J. North NASA berepülőpilótából – álló bizottság az eredeti 253 jelentkezőből egy 32 fős csoportot szűrt ki, köztük Lovellel (és például még Neil Armstronggal, Buzz Aldrinnal, Michael Collins-szal, Pete Conraddal, vagy  John Younggal, akik közül Armstrongot, Conradot és Youngot beválogattak, Aldrint és Collinst pedig nem). A követelmények is finoman, de határozottan megváltoztak: továbbra is tapasztalt berepülőpilótának kellett lenni, továbbra is bizonyos fizikai korlátok közé kellett essenek a testi adottságok, pl. 183 cm alatt kellett lenni, de a kivételes egészségi állapotot felváltotta a mérnöki végzettség és tudás, mind fő kritérium). A 32 fős csoportot ugyanúgy orvosi vizsgálatokra rendelték, amelyek nagyjából megegyeztek a Mercury Heteknél alkalmazott vizsgálatokkal, csak ezúttal ezek San Antonioban, a Brooks Légierőbázison mentek végbe. Itt öten estek ki. A többiek pedig egyéni interjúkra mentek a Houston mellett Ellington Légierőbázisra. Ebből a szelekcióból 9 fő került kiválasztásra: Armstrong, Borman, Conrad, McDivitt, See, Stafford, White, Young és Jim Lovell. 
Deke Slayton 1962. szeptember 14-én hívta fel valamelyiküket a híres kérdésével: „Még mindig szeretnél űrhajós lenni?”. Természetesen mindegyikük, így Lovell is igent mondott. Másnap Houstonban a Rice Hotelben kellett gyülekezniük, ahová – az újságírók elleni kis csalafinta tréfaként – álnéven kellett bejelentkezniük, mindegyikük Max Peck néven jelentkezett a recepción. A nyilvánosságnak a NASA szeptember 17-én jelentette be a Houstoni Egyetem 1800 fős Cullen Auditóriumában a kilenc új űrhajós kiválasztását, bár ez az esemény jóval szerényebb keretek között zajlott, kisebb érdeklődés mellett, mint az Eredeti Hetek bejelentése három évvel korábban. Az új űrhajósjelöltek az Új Kilencek (New Nine) nevet adták a csoportjuknak. 
A Lovell család Houstonba költözött és több más űrhajóssal (több más mellett például Conrad, White, Borman, Stafford, McDivitt) itt építettek házat egy Timber Cove nevű agglomerációs településen, nem messze a szintén épülő új Manned Spaceflight Center (a későbbi Lyndon B. Johnson Űrközpont) mellett. Az űrhajósokban jó reklámlehetőséget látó befektetők alacsony törlesztésű és kamatú jelzálogkölcsönökkel csábították ide az új NASA űrhajósokat. Mivel a munkahelyük sem volt még kész, az építés ideje alatt houstoni bérelt irodákba jártak dolgozni és tanulni. 
Hamarosan megkezdődött a kiképzésük is. Először négy hónapos tantermi oktatás várt rájuk, olyan tantárgyakkal, mint űrhajó meghajtás, égi mechanika, csillagászat, számítások, űrorvoslás. Az órák egy héten két napon, napi hat órában zajlottak. Emellett további feladat volt az ismerkedés a Gemini űrhajóval, a Titan II és az Atlas rakétával és az Agena fokozattal. De olyan kihelyezett foglalkozások is a program részét képezték, mint a dzsungel túlélőtábor az USAF Trópusi Túlélő Iskolájában a Panama-csatorna közzetében levő Albrook Légierőbázison, vagy a sivatagi túlélőtúra Nevadában a Stead Légierőbázison, vagy a tengeri túlélőgyakorlat a Pensacola bázison és a Galvestoni-öbölben. 
Lovellék kiképzésénél egy új metódust vezetett be a NASA. Mindegyikük kapott egy speciális területet, amelyben szakértővé kellett válni, miközben a tervezők és gyártók fel az űrhajós szempontokat tudták ilyen módon tolmácsolni. Lovell az adatgyűjtő, felderítő rendszerek területét kapta.  

### Gemini–program

#### Gemini–4
A Gemini- és Apollo-programok alatt az űrhajósok repülésre jelölését végző Deke Slaytonnak kialakult egy kiválasztási szisztémája, miszerint valakit először a tartalék legénységbe jelölt, majd az illető kihagyott két repülést és a soron következő repülésen ő lehetett az első számú kijelölt legénység egy tagja. Emellett ott volt, hogy az újonnan érkezetteket milyen módon integrálják a szisztémába, amelyre Slaytonnak a Légierőtől a Mercury-programból hozott módszere volt, hogy egyfajta erősorrendet állított fel és legelőször a legalkalmasabbakat jelölte. Így aztán ebből a szisztémából kiindulva Lovellt a csoportja középmezőnyébe lehetett sorolni annak alapján, hogy 1964. július 29-én megkapta a Gemini–4 tartalék másodpilótai kinevezését. Így az erősorrendben elé kerültek azok, akik a tartalék jelölést átlépve rögtön első számú legénységi kinevezést kaptak (Young a Gemini–3-ra, McDivitt és White a Gemini–4-re, Conrad a Gemini–5-re), vagy tartalékba is elé kerültek (Stafford a Gemini–3-on). Lovell azonban így végigcsinálta a Gemini–4 teljes kiképzését és egy esetlege White-ot érintő váratlan esemény esetén ő indulhatott volna az első amerikai űrsétára.

#### Gemini–7
Slayton előbb említett legénységi szisztémája lényegében automatikusan rotálta ki, hogy a Gemini–7 üléseibe a Gemini–4 tartalék párosa Frank Borman és Jim Lovell ülhetett (Borman egy a Légierőtől érkezett tiszt volt, így a Haditengerészettől érkezett Lovell addig nem találkozott vele, amíg űrhajósnak nem választották őket). A hivatalos bejelentés a páros első számú legénységi jelöléséről 1965. július 1-jén történt meg. Tartalékaik Ed White és a harmadik NASA űrhajós szelekcióból érkező Michael Collins voltak (amelyből látható a legénységi körforgás dinamikája is: a Lovellel együtt űrhajóssá váló White túl volt már egy repülésen és már tartalék parancsnoki jelölést kapott, míg Lovell még csak az első repülésére készülődött, beosztott státuszban, de a már mögöttük érkező „űrhajósgeneráció” is ott bontogatta a szárnyait). 
A Gemini–7 feladata kezdetben egyszerűnbek látszott, 14 napos – egyébként bőven minden korábbi időtartamrekordot megdöntő – repülést kell teljesíteni. Mivel a Gemini-program minden egyes repülése valamilyen módon a későbbi Apollo-programnak volt alárendelve, kvázi az előtt kövezte ki az utat, így a 14 napnak is abban állt a jelentősége, hogy ez volt egy bármilyen holdutazás elméletileg előre látható leghosszabb időtartama. De tapasztalat híján a repülőorvosok nem tudták megmondani, hogy az emberi szervezet kibír-e egy ilyen időtartamot az űrben, így ezt igazolni kellett. 
Azonban a Gemini–7 feladatkörébe egy nagyon fontos és óriási jelentőségű tétel is bekerült az előző repülés, a Gemini–6 körüli bonyodalmak nyomán: a Gemini–7 a világ első űrrandevújának részese kellett legyen. Eredetileg a Gemini–5-nek kellett volna egy űrrandevút végrehajtania, ám egy műszaki hiba miatt akkor a céltárgy annyira elveszett, hogy nem lehetett megpróbálni közel navigálni hozzá, csak egy ún. fantomrandevút, azaz az űr egy kitüntetett pontjával való együttrepülést lehetett bemutatni, de ez nem volt elég látványos és kézzel fogható ahhoz, hogy valós teljesítményként lehessen mutogatni a világnak. A feladat a Gemini–6-ra halasztódott, amelynek egy előre, erre a célra felküldött passzív űreszközzel egy Agena rakétafokozattal kellett volna találkoznia. Ám hiába volt az Agena a Hadsereg kezében levő legmegbízhatóbb rakétaeszköz, a startját követően meghibásodott és a Gemini–6 startját le is kellett fújni, hiszen nem volt hova mennie és mivel találkoznia. Ilyenkor hosszas hibavizsgálat szokott indulni, ám mivel az Agena valahol elérhetetlen helyen felrobbant és nem lehetett szétszedni, megvizsgálni a roncsait, így a bizonytalanság és az időszükséglet csak nőtt. Ám az egész Gemini-programmal ellentétes volt a késlekedés, mivel a tét az oroszok legyőzése volt. Ennek a problémának a megoldására valakiben a gyártó McDonnellnél megszületett az áthidaló ötlet, miszerint a randevúhoz nem az Agena kell, hanem egy másik űreszköz és ha az Agena csak sokára fog rendelkezésre állni, akkor egy másik űreszközt kell választani, ami miért ne lehetne a következő, ember vezette Gemini űrhajó. Az ötletet tett követte és megkezdődött annak előkészítése, hogy a Gemini–6 a Gemini–7-tel találkozzon. Lovellék tehát kaptak egy plusz főfeladatot. A megvalósításhoz meg kellett cserélni a két űrhajó startsorrendjét, mivel a Gemini–7 nem lehetett aktív, csak passzív részese a randevúnak, mivel az űrhajósainak erre való plusz kiképzése már nem fért volna bele az időbe. Borman keményfejűen csak az első számú feladat végrehajtására koncentrált és elutasított minden olyan javaslatot, ami bonyolítaná, vagy megnehezítené ezt, például egy olyan javaslatot, hogy a randevú során Lovell és Stafford cseréljenek helyet. A Gemini–7-en csak annyit változtattak, hogy a keringési pályáját alakították át úgy, hogy az kedvezőbb legyen egy látogató űrhajó fogadására. 
A Gemini–7 1965. december 4-én startolt el, hogy egy 14 napos repülés tegyen és valamikor félidőtájt fogadja a Gemini–6-ot. A 14 napot összesen 20 kísérlettel próbálták kitölteni. Ezek között volt 8 orvosi kísérlet, amelyekkel a hosszútávú repülés élettani hatásait monitorozták, néggyel az űrhajó rendszereit tesztelték, öt kísérletben rádióhullámok segítségével végeztek méréseket, vagy a navigációt segítették velük, végül három volt fényképezéssel és más megfigyelésekkel kapcsolatos. A repülés egyik legnagyobb kérdése az űrhajósok beöltözése volt. Az könnyen belátható volt, hogy két hetet űrruhába öltözve aligha lehet kibírni. Ezért egyrészt készíttetett a NASA egy új, G5C űrruhát, amely egy puha fejrészt és nyakpánt helyett cippzározható csatlakozást biztosított, hogy könnyebb legyen viselni. Másrészt bevezették, hogy le lehetett vetkőzni. A tervek szerint felváltva, hol egyik, hol másik űrhajósnak. Ezzel a metódussal Lovellnek voltak a nagyobb gondjai - lévén magasabb, termetesebb volt, mint Borman, így neki nehezebb volt az ülésben ülve öltözni. A gyakorlatban azonban az új űrruha elviselhetetlenül meleg volt, ezért egy idő után az irányítás engedélyezte, hogy mindketten levessék egyszerre a szkafandert, amit Lovell azonnal megtett, az extrém módon szabálykövető Borman viszont csak vonakodva. 
A repülés legnagyobb eseménye aztán az Gemini–6 látogatása volt. A startra először 1965. december 12-én került volna sort, ám a startfolyamat során a felszállás előtt 1,2 másodperccel egy apró hiba történt – egy csatlakozó kiesett a helyéről, amelynek csak a start pillanatában kellett volna kihúzódnia –, amit az automatikus startellenörző rendszer hibának érzékelt és leállította a startfolyamatot, Schirra és Stafford nem ment sehová. A startasztalon maradt rakéta hibavizsgálata így nagyon hamar meg tudott történni és az a hiba maga is egyszerű volt, ezért pár napon belül meg lehetett kísérelni újra a startot. A repülést átnvezetél Gemini–6A-ra és december 15-re, Lovellék leszállása előtt két napra tűztéki ki a felbocsátást. Ezúttal már sikeres volt a felszállás. Ahogy a két űrhajó közelítési kísérlete is, így végül a később startolt űrhajó negyedik keringése során végbement a randevú, Schirráék néhány méteren belül megközelítették a társűrhajót. Lovellék a passzív szerepet játszották, nekik nem kellett tenniük semmit a művelet közben. Schirráék körberepülték a Lovellék űrhajóját, eltávolodtak tőle, majd ismét közel repültek, teljessé tették a sikert, amelyet rengeteg gyönyörű fényképen dokumentáltak a világ számára.
A Gemini–6 aztán hazatért, Bormannak és Lovellnek maradt még két napja, hogy teljesítsék a 14 napos időtartamot. Az utolsó napokat Borman már nagyon nehezen viselte mentálisan, éppen Lovell volt az, aki a lelket tartotta benne. Felolvasott neki egy indiánregényből és más elfoglaltságokkal terelte el a parancsnoka figyelmét. Ugyanakkor az idő előrehaladtával volt miért aggódniuk az űrhajósoknak, egyre több meghibásodás ütötte fel a fejét az űrhajóban. Két kormányfúvóka működése állt le, majd az üzemanyagcella működésének leállásától kellett tartani (a tizenharmadik napon egy figyelmezető lámpa kezdett folyamatosan jelezni, hogy csak részleges az áramtermelés és félő volt, hogy teljesen leáll, de a gyártó st. louis-i üzemében hamarjában teszteket végeztek, hogy kitart-e a berendezés). 
Végül a két űrhajós 206 keringés után, a 14 napot kitöltve szállt le, míg a Borman és Lovell időtartam világcsúcstartók lettek.    

#### Gemini–9/–10
A következő repülés, amire Lovell kijelölte Slayton a Gemini–10 tartalék legénységéé volt, ahol már parancsnoki beosztást kapott, Buzz Aldrinnal, mint másodpilótával az oldalán. Ez a lehetség azonban már cseppet sem volt izgalmas, mivel a "kettőt kihagysz és repülhetsz" filozófia végén a két kihagyott repülés után már nem állt a sorban Gemini–13, mert a program a 12-nél végetért. Ezt hívták az űrhajósok maguk között „zsákutca” jelölésnek. Azonban a helyzet egy váratlan esemény miatt komoly fordulatot vett: Elliott See és Charlie Bassett, a Gemini–9 kijelölt legénysége a kiképzés alatt az egyik áttelepülésük során – amilyenekre az űrhajósok sokszor T–38-as gyakorlógépekkel repültek, hogy a repülőgépes kijelölt óraszámukl is gyűljön – 1966. február 28-án repülőgépükkel lezuhantak és katasztrófát szenvedve mindketten meghaltak. Ezért az egész Gemini-programra legénységi átszervezés várt: az elhunyt legénysség helyére a tartalékaik, John Young és Michael Collins léptek, míg a tartaléksor egyet előrelépett és a Gemini–10 tartalékai léptek előre a Gemini–9 tartalékává. Így lett Lovell és Aldrin a Gemini-9 tartalékszemélyzete, de ami a fontosabb, a legénységi körforgásban a Gemini–12 várományosai. 

#### Gemini–12
A Gemini–12 legénységét 1966. június 17-én jelentették be és semmi meglepetés nem történt, Lovell lett a parancsnok, míg Buzz Aldrin a másodpilótája. Ez a repülés volt az utolsó a Gemini-program folyamában, de ennek kellett a legtöbbre jutnia. Lovell így emlékezett erre: „Lényegében a Gemini–12-nek nem volt előre meghatározott feladata, helyette ahogy emlékszem, alapvetően...lezárni a Gemini-programot és végrehajtani minden olyan tételt, amit nem sikerült az előző repüléseken”. Márpedig a NASA nem igazán mondhatta el, hogy mindennel végzett. Gyönyörű képeket tudott mutogatnia a sajtónak a telejsítményekről, de sok apró hiba csúszott be, amitől a végcél, hogy minden az Apollo-programhoz szükséges művelet igazolva legyen, az nem volt meg. A legnagyobb probléma az űrséta volt. Egyszerűen nem ment. Az előző három repülésen Cernan, Gordon és Collins is próbálkozott vele, de amint nem csak simán lebegni akartak az űrban, hanem irányítottan mozogni, vagy főként valamilyen munkát végezni, rögtön kudarcba fulladt az erőfeszítés. Mire a Gemini–12-re került a sor, valami újat találtak ki, meg kell változtatni az űrséták gyakorlását a Földön és kapaszkodókat és lábtartókat kell szerelni az űrhajóra, hogy legyen valami biztos pont, amihez rögzíthetik a munkát végző űrhajóst. A földi gyakorláson olyan közeget kerestek, ami a legjobban hasonlított a súlytalansághoz és ezt a vízben találták meg, egy hatalmas tartályban, kvázi búvárként kezdték gyakoroltatni az űrsétára az űrhajósokat (szemben az addigi, repülőgépen, parabolarepüléseken 30 másodpercekre előállított mesterséges súlytalansággal) és fel is szerelték a kapaszkodókat.
Lovell és Aldrin tehát ezzel a technikai újítással startolt az űrbe 1966. november 11-én, hogy végrehajtsák a szokásos dokkolást egy Agena-val és Aldrin több űrsétát is tegyen, hogy beváltak-e az ötletek. A repülés első feladata az Agena-val való randevú és dokkolás volt, ám a dolgok rosszul indultak, még száz kilométerre voltak a céltárgytól, amikor a randevúradar bedöglött, kudarccal fenyegetve. De ekkor hamarjában dicsőségbe fordult a hiba, hamarjában Aldrin előállt, hogy ő meg tudja oldani radar nélkül is. Az egyetemi szakdolgozatát a „látás utáni űrrandevúk” témájából írta és most itt volt előtte a lehetősége, hogy a gyakorlatban is kipróbálja a nála senkinél sem jobban ismert elméletet. Egyetlen szextánssal sikerült a lehetetlen, Lovell radar nélkül összekapcsolta a Geminit az Agena-val. Az utána való szétválás és újra dokkolás már csak jópofa gyakorlás volt.
A nagy feladat azonban az űrséta volt, amelyből rögtön hármat is terveztek Aldrin számára. Az első csak afféle bemelegítés, egy SEVA (Stand-up EVA, azaz felállva végzett űrséta volt), amikor kinyitották az űrhajó ajtaját és az űrhajós felállt az üléséből, de nem lebegett ki a kabinból, csak deréktól felfelé volt a teste az űrben. A cél ezzel az volt, hogy a másnapi, teljes értékű űrsétára előírt feladatokat elgyakorolja így is, hogy lássák a különbséget. Ezután még két űrséta következett Aldrin számára, ahol a kapaszkodókat használva simán átmászott az Agena-ra és felerősített egy csatlakozót a másnapi pányvás kísérlethez, majd egy elektromos csatlakozót is felszerelt. Amikor visszamászott a Gemini kabinjába, még megtisztította egy ronggyal Lovell ablakát, aki tréfásan még kérte, hogy az olajszintet is ellenőrizze le. A harmadik űrséta ugyanolyan játszi könnyedséggel telt – míg Aldrin a három űrsétáján időtartam világrekordot állított fel –.
A Gemini–12 négy napnyi repülés után úgy térhetett vissza a Földre, hogy a Gemini-programban minden a helyére zökkent, minden feladatot sikeresen kipipálhattak. A visszatérés közben még történt egy kis intermezzo, a fékezés közben valahonnan egy doboz hullott Lovell ölébe, tele apróságokkal. Mivel azonban Lovell két lába között volt a katapultülés elsütő fogantyúja, inkább hagyta, hogy a dolgok ott maradjanak, vagy maguktól lehulljanak a padlóra, nehogy véletlenül a katapultülést működésbe hozza. Az űrhajóspárost a USS Wasp hordozó várta az óceánon. A Gemini-program lezárult, hogy következhessen az Apollo-program repülési szakasza.
A Gemini–12-t követően Lovell lett az egyedüli időtartam világcsúcstartó az űrben töltött idő tekintetében.

### Apollo-program
A Gemini-programból felszabaduló űrhajósok mind-mind az Apollo-programba kerültek át, és osztotta be őket sorra Slayton a tesztekre, majd a holdrepülésekre. Lovell, lévén övé volt az utolsó Gemini repülés, az utolsók között került át az Apollo űrhajósok közé akkor, amikor az első Apollo-repülések helyei mind elkeltek. Az Apollo–1 katasztrófája azonban igazi tabula rasa eseménynek bizonyult a legénységi jelölésekben is.

#### Apollo–1
1968. január 27-én Cape Canaveral-en a 34-es indítóállásban, egy startgyakorlat közben tűz keletkezett az űrhajóban és a bent ülő három űrhajós, Gus Grissom, Roger Chaffee és Ed White meghaltak. Lovell aznap a Világűrszerződés aláírási ceremóniáján vett részt űrhajóstársaival, Neil Armstronggal, Scott Carpenterrel, Gordo Cooperrel és Dick Gordonnal Washingtonm D.C.-ben, hogy emeljék az esemény fényét. Az egyezmény aláírása után Lyndon B. Johnson elnök a Fehér Ház Zöld szalonjában adott fogadást és éppen ezen vettek részt az űrhajósok, amikor a szörnyű hír befutott Floridából. Az űrhajósokat beosztotta a NASA, hogy melyikük melyik halott űrhajós temetésén fog részt venni. Lovellt Frank Bromann-nek Ed White temetésére osztották be, hogy a West Point Régi Kadét Kápolnájában álljon díszőrséget White koporsójánál, majd a temetési szertartáson legyen az egyik koporsóvívő, Armstrong, Borman, Conrad, Stafford és Aldrin mellett. 
A katasztrófa kivizsgálását és az űrhajó kényszerű átépítését követően tesztelni kellett az Apollo parancsnoki egységet, amelyben Lovell is szerepet kapott. 1968 áprilisában az egyik kész, de a kivizsgáláshoz használt Apollo kabinban őt Stu Roosa-t, és Charlie Duke-ot kitették 48 órára a Mexikói-öböl vizébe, hogy igazolják a kabin tengerállóságát. A NASA MV Retriever kutatóhajója a kabin mellett horgonyzott, rajta technikusokkal és búvárokkal, és az űrhajósoknak azt kellett többek között kipróbálniuk, hogy hogyan állítja talpra az ún. „stabil II” pozícióból (a fejjel lefelé helyzetből) az űrhajót a felfújódó mentőszerkezet. A kabinból pedig a vizeletgyűjtő csővel porszívózták ki a behatoló vizet. A visszaemlékezések szerint Roosa komoly tengeribetegségtől szenvedett, Duke pedig azt mondta, hogy űrhajósként ez volt élete legrosszabb élménye, egyedül Lovellt nem zavartatták az események. A NASA Roundup c. újságja pedig a következő címet adta az esetről szóló beszámolónak: Yo-ho-ho, meg egy üveg Marezine! (tengeribetegség elleni ismert amerikai szer).

#### Apollo–8
Az Apollo–8 lett Lovell karrierjének egyik legnagyobb sikere, amely egyenesen a legendák közé emelte azzal, hogy a 3 ember közé került, akik először repültek el egészen a Holdig és pillanthatták meg a saját szemükkel az égitest Földtől állandóan elforduló túlsó oldalát. Ám ehhez a történelmi jelentőségű elsőséghez véletlenek egész sorozata kellett. Lovellt, nagyon későn érkezett meg a Gemini-programból, először az Apollo–9 tartalék legénységébe nevezték Neil Armstrong és Buzz Aldrin mellé, parancsnoki egység pilótának. Ám az első számú legénységből, Frank Bornman és Bill Anders mellől egy porckorongsérv miatt kiesett Michael Collins, akire hosszabb gyógykezelés várt. A helyét a tartalék parancsnoki modul pilótával, Lovellel töltötték fel, így tartalék sorból előlépett egyből egy ténylegesen repülő legénységbe. 
Eleinte az Apollo–9 egy viszonylag sótlan tesztnek ígérkezett, az űrhajóval el kellett volna távolodni a Földtől jó messzire, aztán onnan visszazuhanva szimulálni kellett volna egy holdi visszatérés sebességét és úgy belépni a légkörbe, tesztelendő az Apollo űrhajó hőpajzsát. Ám a hírszerzési adatok szerint a szovjetek is nagyon készülődtek a Holdra, ezt bizonyították a Zond-szondák is és egyes értesülések szerint még 1968-ban megtörténhetett volna egy, a Holdat megkerülő repülés a szovjetek részéről. Az ettől a forgatókönyvtől rettegő NASA egyik igazgatója, George Low azzal az ötlettel állt elő, hogy a sótlan Apollo–9 repülési programját cseréljék ki egy valós holdrepülésre (és akkor a holdi visszatérés nem szimulált, hanem valódi lesz) és a repülések sorrendjét is cseréljék meg, az Apollo–9-et hozzák előre az Apollo–8 – a vadonatúj holdkomp Föld körüli pályán történő kipróbálása – helyére és az Apollo–8-ból legyen az Apollo–9. A terv bődületes kockázatokat is hordozott, de ha nehezen is, a NASA vezetése végül elfogadta. Kérdés volt még a legénység személye. Meg lehetett volna cserélni egyszerűen a 8-as és a  9-es legénységét, ám a 8-as eredeti legénysége, James McDivitt, Dave Scott és Rusty Schweickart annyira más kiképzést kapott a holdkomp előkészítésével, hogy semmivel sem voltak alkalmasabbak Lovellék hármasánál. Így Slayton előbb megkérdezte McDivittet, hogy vállalja-e ő és a legénysége a történelmi holdkerülést, de az elhárította a lehetőséget, hogy ők a holdkomp első repülésére készültek és nem engednék át azt másnak. Aztán Slayton megkérdezte ugyanerről Bormant, aki gondolkodás nélkül igent mondott úgy, hogy Lovellt és Anderst meg sem kérdezte róla. De ezen események mentén Lovell, akinek a normál legénységi rotáció szerint az Apollo–12-n lett volna esélye először repülni az Apollo-programban és eljutni a Holdhoz, már 5 repüléssel hamarabb megkapta ezt a lehetőséget.
1968. december 21-én felszállt az Apollo–8 azzal a céllal, hogy elrepülön a Holdig, ott 10 keringés erejéig pályára álljon körülötte és megfigyeléseket végezzen, majd hazarepüljön. Ehhez a program során először használták a Saturn V rakétát. Az odaút során Lovell dolga volt a navigáció és egy precíziós manőver, a holdkomp retrakció szimulációjának elvégzése. Utóbbiban Bormann sürgetése miatt komolyabb hibát vétettek és félő volt, hogy összeütköznek a szintén velük Hold irányú pályára állt harmadik Saturn fokozattal, az S-IVB-vel. A hiba után pedig következett Bormann parancsnok kálváriája, amikor az űrbeli mozgásbetegség legyűrte és hányással, hasmenéssel érkező tünetek gyűrték le. Amíg ezekkel a problémákkal küzdöttek, addig Lovell feladata volt az űrhajó pályán tartása, amelyhez egy szextánssal pontos helymeghatározási adatokat adott az irányításnak, ami alapján ki lehetett dolgozni a szükséges pályaközi korrekciókat. Ezeket a helymeghatározási adatokat Lovell feladata volt rögzíteni a parancsnoki egység központi számítógépében, amely során egy komolyabb hibát is vétett a parancsnoki egység pilóta, amikor véletlenül egy rossz kód megadásával törölte a korábbi adatokat és a számítógép vissza akart térni a még Cape Canaveral-en, az indítóállványon állva, annak helyadatait rögzítő default adathoz. Az inerciális navigációs rendszert ezután manuálisan kellett újrakalibrálni a helyes adatokkal. Ehhez Lovell előbb addig forgatta a kabint, amíg az ablakokon nem látta a Szíriusz és a Rigel csillagokat és szextánsával kimérve őket kb. 15 perc alatt bevitte az új, immár korrekt adatokat a komputerbe. Ennek a hibának a jelentősége az Apollo–13-nál köszönt vissza, amikor az inerciális navigációs rendszert szándékosan le kellett állítani az áramtakarékosság okán és újra kellett kalibrálni manuálisan a leszállás előtt.
Odaérkezve a Holdhoz pályára álltak körülötte, az ehhez szükséges manővereket magukra utalva, a Hold háta mögött, teljes rádiótakarásban elvégezve. Az Apollo–8 éppen karácsony estéjén keringett a Hold körül, ahonnan tévéközvetítést is adtak az űrhajósok, megmutatva a földlakóknak, milyennek is néz ki az otthonukul szolgáló bolygó távolról. Ezek közvetítés során a három űrhajós egymást váltva olvasott fel a Biblia Teremtés könyvéből verseket. Maga Lovell ettől személyesebb húrokat is pengetett a Holdnál való tartózkodása során. Előbb feleségéről nevezett el egy képződményt Mount Marilynnek (Marilyn-hegynek), majd édesanyját köszöntötte „Boldog születésnapot Anya!” felkiáltással a tévéközvetítés során. Lovell legtréfásabb rádióüzenete viszont akkor született, amikor a 10 keringésnyi, 20 órányi Holdnál tartózkodás után hazaindult az űrhajó és ismét a Hold mögött kellett kockázatos manőverrel hazakormányozni az űrhajót és mindenki a Földön izgalommal leste, hogy pontosan sikerül-e a manőver – különben, ha nem és rossz időzítéssel tűnik fel a holdgömb mögül az Apollo–8, az utasai halálra vannak ítélve –. Ekkor a létező legpontosabb időzítéssel egy formális rádiójelentés helyett Lovell csak annyit üzent az irányításnak, hogy "Csak hogy tudassam, itt a Télapó!". Ez egyben azt jelentette, hogy a művelet tökéletesen sikerült és az űrhajósok baj nélkül hazafelé tartanak immár. 
Az űrhajó 1968. december 27-én szállt vízre a Csendes-óceánon, 147 órányi repülés után, mindössze 4,8 kilométerre a kiemelésükre kiköldött USS Yorktown anyahajótól.
A repülést követően Lovell továbbra is az űrrepülési időtartam világrekorder maradt. És tekintettel arra, hogy soha senki nem járt még olyan távol a Földtől, mint a három űrhajós, Lovell magassági világcsúcstartó is lett harmadmagával.

## Repülések
(zárójelben a repülés dátuma)
- Gemini–7 (1965. december 4–18.)
- Gemini–12 (1966. november 11–15.)
- Apollo–8 (1968. december 21–27.)
- Apollo–13 (1970. április 11–17.)

### Gemini–4
1965-ben a Gemini-program második emberes repülésén, a Gemini–4 tartalék pilótája.

### Gemini–7
Frank Borman parancsnok mellett a Gemini–7 pilótája. A két hét hosszú küldetés az addigi leghosszabb volt az űrhajózás történetében. 1965. december 15-én a Gemini–7 űrrandevút hajtott végre (passzív résztvevőként) a pár órával korábban pályára állított Gemini–6A űrhajóval.

### Gemini–9
A Gemini–9 eredeti legénységének (Elliott See és Charles Bassett) 1966. február 28-ai halálát követően a tartalékok kerültek előtérbe. Az űrrepülés tartalék parancsnoka.

### Gemini–12
A Gemini–12, az utolsó Gemini űrhajó parancsnoka. A terv az Agena célrakétával való összekapcsolódás volt. Ennek sikere után Edwin Aldrin pilóta három űrsétát tett.

### Apollo–8
Az Apollo–8 az első űrhajó, amely embereket – Frank Borman parancsnokot, James Lovell parancsnokimodul-pilótát és William Anders holdkomppilótát – szállított Hold körüli pályára, amit tíz alkalommal került meg. A parancsnoki modul pilótája eredetileg Michael Collins volt, de hirtelen jött betegsége miatt a tartalékos Lovell repült helyette.
Az űrhajó legénységét a Time amerikai hetilap az 1968-as „Év Emberei”-vé választotta.

### Apollo–11
Az Apollo–11 tartalék parancsnoka 1969 júliusában. Ha Neil Armstrong valamilyen oknál fogva nem repülhetett volna, Lovell lett volna az első ember, aki egy másik égitest felszínére lép.

### Apollo–13
Az Apollo–13 célja a Holdon való leszállás a 80 km átmérőjű Fra Mauro kráterben. A háromtagú legénység (James Lovell parancsnok, Jack Swigert parancsnokimodul-pilóta és Fred Haise holdkomppilóta) küldetése meghiúsult, mert a küldetés harmadik napján, 321 860 kilométerre a Földtől robbanás történt az űrhajó műszaki egységében. Az Apollo a Holdat megkerülve sikeresen visszatért a Földre. Lovell egyike lett annak a három embernek (John Younggal és Eugene Cernannal együtt), akik két küldetésben is eljutottak a Holdhoz, de közülük Lovell az egyetlen, aki nem szállt le a felszínre.

## Írásai
- Jeffrey Kluger társszerzővel együtt könyvet írt második holdutazásáról,[15] amely magyar fordításban is megjelent Apolló 13 címmel.[16] E könyv alapján készült az Apolló 13 című film, Lovell szerepében Tom Hanks-szel. Jim Lovell maga is játszott benne egy kisebb, pár másodperces szerepet (az űrhajósok fogadásakor tisztelgő idős tengerészkapitányét az USS Iwo Jima anyahajó fedélzetén).[17]

## Szakmai sikerek
A Hold túlsó oldalán egy 34 kilométer átmérőjű krátert neveztek el róla.